# Quasipaa jiulongensis
Quasipaa jiulongensis es una especie de anfibio anuro de la familia Dicroglossidae. Se encuentra en la China. La principal amenaza a su conservación es el consumo humano, ayudado la pérdida y degradación de sus hábitats naturales.